# NAD+-diphtamide ADP-ribosyltransférase
Pour les articles homonymes, voir ADP-ribosyltransférase.
La NAD+-diphtamide ADP-ribosyltransférase est une glycosyltransférase qui catalyse la réaction :
NAD+ + diphtamide (en)-[eEF-2] (en)  {\displaystyle \rightleftharpoons }  nicotinamide + N-(ADP-D-ribosyl)diphtamide (en)-[eEF-2] (en).
Cette enzyme a pour effet d'inactiver le facteur d'élongation eucaryote 2 (en) par ADP-ribosylation. Le récepteur est un résidu d'histidine modifié, appelé diphtamide (en), présent sur les facteurs d'élongation 2 d'eucaryotes et d'archées mais pas de bactéries ; il s'agit du résidu His715 chez les mammifères, His699 chez la levure, et His600 chez Pyrococcus horikoshii (en).
La toxine diphtérique catalyse cette réaction, de même que quelques autres toxines bactériennes, telles que l'exotoxine A de Pseudomonas.